# Lego Legends
Lego Legends est un thème Lego qui a repris d'anciens sets des gammes Town, Castle, Model Team et trains 9 volts. Ils ont une référence ayant un nombre commençant par 10000. Ce thème n'a pas de logo, juste une mention Lego Legends sur les boîtes.

## Chronologie des produits
La première référence est celle des sets originaux, la deuxième référence est la référence Lego Legends et l'année entre parenthèses est l'année de sortie du set original.

### 2001
- 6397 - 6472 La station service (1992)
- 6067 - 10000 L’auberge fortifiée (1986)
- 4558 - 10001 Le train longue distance (1992)
- 4547 - 10002 Le wagon panoramique (1993)

### 2002
- 6332 - 6636 Le poste de police (1998)
- 6350 - 10036 La pizzeria (1994)
- 6376 - 10037 Le restaurant italien (1990)
- 6074 - 10039 Le château des faucons noirs (1986)
- 6285 - 10040 Le bateau des pirates (1989)

### 2003
- 398  - 10021 Le U.S.S. Constellation (1978)
- 6390 - 10041 La rue principale (1980)

### 2004
- 5541 - 10151 Hot-rod (1995)
- 2148 - 10156 Le camion Lego (1997)
- 6597 - 10159 L'aéroport (1994)